# Gilead, Maine
Gilead är en kommun (town) i Oxford County i Maine. Vid 2010 års folkräkning hade Gilead 209 invånare.